# Emir Halimić
Emir Halimić, né le 10 août 1970, à Sarajevo, en république fédérative socialiste de Yougoslavie, est un joueur bosnien de basket-ball. Il évolue durant sa carrière au poste d'arrière.

## Biographie

### Entraîneur
Il est le sélectionneur actuel de l'équipe de Bosnie-Herzégovine féminine de basket-ball.